# 2-氯乙基磺酰氯
2-氯乙基磺酰氯（英語：2-Chloroethanesulfonyl chloride，或称为2-氯乙烷磺酰氯）是一种磺酰卤化合物，能用于合成其它物质，对皮膚、眼、鼻、肺、咽喉有刺激性。